# Molophilus (Molophilus) javensis
Molophilus (Molophilus) javensis is een tweevleugelige uit de familie steltmuggen (Limoniidae). De soort komt voor in het Oriëntaals gebied.